# Холодное (Донецкая область)
Холодное (укр. Холодне) — село, входит в Новоазовский район Донецкой области Украины. Под контролем Донецкой Народной Республики.

## География
Село расположено на берегу Азовского моря. К востоку от населённого пункта проходит граница между Украиной и Россией.

#### Соседние населённые пункты по странам света
С: Щербак
СЗ: Гусельщиково, Козловка, Розы Люксембург, Маркино
СВ: Максимов (Российская Федерация)
З: город Новоазовск
В: —
ЮЗ: Обрыв, Седово
ЮВ: —
Ю: —

## История
Получило свое название по названию балки "Холодная", проходящей посередине села. До революции на склонах балки местные казаки устраивали погреба-ледники для хранения продуктов, отсюда и пошло название балки — Холодная. В советское время на территории Холодного находился кирпичный завод, утятник, рыболовецкая артель, а вокруг несколько кошар. К населённому пункту проведены электролинии и водопровод. Газопровода и интернет-покрытия нет. В селе есть памятник погибшим односельчанам.

## Население
Население по переписи 2001 года составляло 131 человек.